# The Auction Block
The Auction Block é um filme mudo norte-americano de 1917, do gênero drama, dirigido por Laurence Trimble, com roteiro de Gil Spear baseado no romance homônimo de Rex Beach, que também produziu o filme.
A história seria refilmada como comédia em 1926 pela Metro-Goldwyn-Mayer, com atuações de por Charles Ray e Eleanor Boardman.

## Elenco
- Rubye De Remer - Lorelei Knight
- Florence Deshon - Lilas Lynn
- Dorothy Wheeler - Sra. Peter Knight
- Florence Johns - Adoree Demorest
- Tom Powers - Bob Wharton
- Walter Hitchcock - Jarvis Hammon
- Ned Burton - Hannibal Wharton
- Charles Graham - Max Melcher
- George Cooper - Jimmy Knight
- Alec B. Francis - John Merkle
- Francis Joyner - Campbell Pope
- Bernard Randall - Noble Bergman
- Peter Lang - Peter Knight